# Neocrepidodera manipurensis
Neocrepidodera manipurensis là một loài bọ cánh cứng trong họ Chrysomelidae. Loài này được Basu miêu tả khoa học năm 1991.